# Walon Green
Walon Green (Baltimore 5 de desembre de 1936) és un director i guionista estatunidenc de cinema documental, tant de televisió com de cinema.

## Carrera
Green va produir i va dirigir documentals per a National Geographic i David Wolper, inclosos The Hellstrom Chronicle, pels quals va rebre l'Oscar al millor documental i el BAFTA el 1972, i The Secret Life of Plants el 1979. Entre els seus crèdits de guió es troben les pel·lícules Grup salvatge, Sorcerer, El robatori més gran del segle, Eraser: Eliminador, Terra de cowboys i RoboCop 2. A la televisió, va escriure i produir episodis de Hill Street Blues, Law & Order, ER i NYPD Blue pels que el 1995 va rebre el Premi Edgar. Més recentment, va ser un consultor creatiu per a la sèrie de televisió de ciència-ficció de Chris Carter Millennium ', on va coescriure l'episodi "Paper Dove" amb Ted Mann. També destaca per permetre que un mil·lipede s'arrossegui per la seva cara a l'escena del túnel a Un món de fantasia.
A la tardor de 2008, va assumir el càrrec de productor executiu per als episodis de Vincent D'Onofrio-Kathryn Erbe de Law & Order: Criminal Intent, i el 2010 va assumir el càrrec productor executiu per a tots els episodis de la novena temporada. El 2008 fou el show runner de Bunker Hill, protagonitzada per Donnie Wahlberg i Bridget Moynahan i dirigida per Jon Avnet. The pilot was not picked up for a series. El 2010 fou productor eecutiu de
El 2015 a escriure l'adaptació a minisèrie de Killing Jesus: A History.

## Premis i nominacions
Walon Green va ser nominat el 1970 a l'Oscar al millor guió original per Grup salvatge. Va ser guardonat amb un Oscar el 1972 pel seu documental The Hellstrom Chronicle, pel qual també va guanyar El Gran Premi Tècnic a Cannes el 1971 i el Flaherty Documentary Award.
Va ser nominat a Primetime Emmys el 1986 per Hill Street Blues, el 1993 i 1994 pel seu treball a Law & Order i va guanyar un Emmy el 1995 per NYPD Blue.
Green va ser nominat a un Premi Emmy per co-escriure (amb Robert Nathan) l'episodi de Law & Order de 1993 "Manhood". L'episodi va guanyar un GLAAD Media Award per a un episodi de televisió dramàtica excepcional.
Green va ser nominat al Premi Edgar el 1993 per a un episodi de Law & Order i va guanyar el mateix premi el 1995 que va compartir amb David Milch i Steven Bochco per al seu episodi Simone Says de NYPD Blue.